# Гренська культура
Гренська культура — культура мезоліту Верхнього Подніпров'я, особливо Посожжя, поширена на території Північної і Центральної Білорусі (основні пам'ятки Гренськ, Коромка тощо). Науково датується 12000-8000 роки до Р.Х. (за іншими даними 9000-4000 роки до Р.Х.).
Для кремінного інвентарю пам'яток 1 етапу (9000-6000 років до Р.Х.) характерна наявність призматичних нуклеусів, основна заготівка — відщіп. Серед знарядь представлені специфічні гренські наконечники стріл, симетричні і асиметричні, шкрябання і різці на пластинах і відщіпах, пластини і відщепи із зрізаючим ретушшю кінцем, проколи, струги, що рубають знаряддя.
На II етапі (7000-4000 років до РХ). розміри знарядь дещо зменшуються, з'являється велика кількість вкладишів, трапеції, мікрорізці.
Гренська культура генетично пов'язана з аренсбурзькою культурою, міграція якої до Білоруського Полісся може бути віднесена до рубежу плейстоцена — голоцена, на II етапі існування простежується тісний зв'язок з пісочнорівською (мезолітичні пам'ятки Подесіння) і ієневською культурою Волзько-Окського межиріччя (див. Мезоліт Десни, Мезоліт Литви).
Леонід Залізняк та інші археологи вважають, що гренська, ієневська (Волзько-окське межиріччя), зимівниківська (Сіверськодонеччина), пісочнорівська (Подесіння) й усть-камська (Покам'я) культури складають єдину історико-культурну спільноту (КІС), що разом з культурами Фосна й Комса та іншими входить до лінгбійсько-аренгсбурзької культурно-історичної спільності. Населення усіх вищевказаних культур було мисливцями, що пересувалося услід стад оленів.
| Атерійський наконечник | Це незавершена стаття з археології. Ви можете допомогти проєкту, виправивши або дописавши її. |